# 剪切强度
剪切强度（Shear strength）是工程学名詞，是一个描述物质对抗剪切力强度的专有名词，也就是物质在承受剪切力時會出現降伏或是結構失效時的剪切力强度。剪切力是二個彼此平行，方向相反的力，當用剪刀剪紙張時，紙張就是因為剪切力而剪開。
在結構工程及機械工程中，設計許多零件或是結構的尺寸時，需要考慮材料的剪切强度，例如梁、淺基礎及螺絲都是要考慮剪切强度的零件。若是钢筋混凝土梁，會用肋筋（Stirrups）來增強梁的剪切强度。
剪應力{\displaystyle \tau }的計算方式如下
{\displaystyle \tau ={\frac {\sigma _{1}-\sigma _{3}}{2}},}
其中
{\displaystyle \sigma _{1}}是最大主應力及
{\displaystyle \sigma _{3}}是最小主應力
一般而言，:延性材料（例如鋁）會因為剪切力而失效，而脆性材料（例如鑄鐵）會因為伸張力而失效，細節可參考極限抗拉強度。
若要計算剪切强度，假設失效的力是F，已知抵抗施力的面積（例如承受剪力的螺栓截面），極限剪切强度（{\displaystyle \tau }）為：
{\displaystyle \tau ={\frac {F}{A}}={\frac {F}{\pi r_{bolt}^{2}}}={\frac {4F}{\pi d_{bolt}^{2}}}}

## 比較
以下是各材料的抗拉強度、降伏强度及剪切强度的大略比較：
| 材料       | 和極限強度（UTS）的關係 | 和降伏强度（TYS）的關係 |
| ---------- | ----------------------- | ----------------------- |
| 鋼         | USS約為0.75*UTS         | SYS約為0.58*TYS         |
| 球墨鑄鐵   | USS約為0.9*UTS          | SYS約為0.75*TYS         |
| 展性鑄鐵   | USS約為1.0*UTS          |                         |
| 锻铁       | USS約為0.83*UTS         |                         |
| 鑄鐵       | USS約為1.3*UTS          |                         |
| 鋁和鋁合金 | USS約為0.65*UTS         | SYS約為0.55*TYS         |

USS：極限剪切强度，UTS：極限抗拉强度，SYS：剪切降伏强度，TYS：抗拉降伏强度
| 材料                   | 極限剪切强度（Ksi） | 極限剪切强度（MPa） |
| ---------------------- | ------------------- | ------------------- |
| 玻璃纖維/epoxy （23℃） | 7.82                | 53.9                |

為了要從試樣中得到剪切强度的值，有許多不同的測試標準，包括不同的材料種類及測試條件。美國量測剪切强度的ASTM標準有ASTM B831、D732、D4255、D5379及D7078。國際上的ISO測試標準有ISO 3597、12579及14130。